# Oberostendorf
Oberostendorf là một đô thị ở Ostallgäu bang Bayern thuộc nước Đức.